# Кожану, Разван
Разван Андрей Кожану (англ. Răzvan Andrei Cojanu; род. 10 марта 1987, Войнешти, жудец Дымбовица, Румыния) — румынский боксёр-профессионал, выступающий в тяжёлой весовой категории. Чемпион Франкофонских игр (2009), бронзовый призёр чемпионата Европейского союза (2009), двукратный чемпион национального первенства Румынии (2008, 2009) в любителях.
Среди профессионалов претендент на титул чемпиона мира по версии WBO (2017) в тяжёлом весе.
Лучшая позиция по рейтингу BoxRec — 78-я (май 2017), и являлся 1-м среди румынских боксёров тяжёлой весовой категории, — входя в ТОП-80 лучших тяжёловесов всего мира.

## Любительская карьера
В качестве любителя, в июне 2009 года в Оденсе (Дания) он стал бронзовым призёром чемпионата Европейского союза в Оденсе (Дания) в весе свыше 91 кг, в полуфинале уступив опытному немцу Эрику Пфайферу.
Осенью 2009 года в Бейруте (Ливан) он представлял Румынию на Франкофонских играх (франкоязычных стран), где завоевал золотую медаль в супертяжёлом весе.

## Профессиональная карьера
11 марта 2011 года неудачно дебютировал на профессиональном ринге в Лас-Вегасе, в 1-м же бою проиграв решением большинства судей (счёт: 37-39, 38-38, 37-39) мексиканскому джорнимену Альваро Моралесу (5-9-5). Но 26 июля 2013 года в 8-м своём профессиональном бою провёл реванш и таки победил решением большинства судей Альваро Моралеса (6-13-7), после чего мексиканец закончил профессиональную карьеру.
Работал в качестве спарринг-партнёра в тренировочных лагерях таких опытных чемпионов как Владимир Кличко, Джозеф Паркер, Александр Поветкин и Алекс Леапаи.

### Чемпионский бой с Джозефом Паркером
6 мая 2017 года должен был состояться бой претендента на титул чемпиона мира Хьюи Фьюри с чемпионом мира по версии WBO Джозефом Паркером (22-0, 18КО), но Фьюри получил травму и отказался от боя. И взамен получившему травму британцу Хьюи Фьюри на бой в Новой Зеландии с чемпионом мира по версии WBO Джозефом Паркером подписал контракт 30-летний Разван Кожану.

## Статистика профессиональных боёв
В таблице перечислены результаты всех поединков боксёров.
В каждой строке указан результат поединка. Дополнительно номер поединка обозначен цветом, который обозначает итог поединка. Расшифровка обозначений и цветов представлена в нижеследующей таблице.
| Пример | Расшифровка                     |
| ------ | ------------------------------- |
|        | Победа                          |
|        | Ничья                           |
|        | Поражение                       |
|        | Планируемый поединок            |
|        | Поединок признан несостоявшимся |
| КО     | Нокаут                          |
| ТКО    | Технический нокаут              |
| PTS    | Решение судей (по очкам)        |
| UD     | Единогласное решение судей      |
| MD     | Решение большинства судей       |
| SD     | Раздельное решение судей        |
| RTD    | Отказ от продолжения боя        |
| DQ     | Дисквалификация                 |
| NC     | Поединок признан несостоявшимся |

| 24 поединка, 17 побед (9 нокаутом), 7 поражений. | 24 поединка, 17 побед (9 нокаутом), 7 поражений. | 24 поединка, 17 побед (9 нокаутом), 7 поражений. | 24 поединка, 17 побед (9 нокаутом), 7 поражений. | 24 поединка, 17 побед (9 нокаутом), 7 поражений.     | 24 поединка, 17 побед (9 нокаутом), 7 поражений. | 24 поединка, 17 побед (9 нокаутом), 7 поражений.                                                                               | 24 поединка, 17 побед (9 нокаутом), 7 поражений. |
| Бой                                              | Рекорд                                           | Дата боя                                         | Соперник                                         | Место проведения боя                                 | Раундов, время                                   | Дополнительно |                                                  |
| ------------------------------------------------ | ------------------------------------------------ | ------------------------------------------------ | ------------------------------------------------ | ---------------------------------------------------- | ------------------------------------------------ | --- | ------------------------------------------------ |
| 24                                               | 17-7                                             | 7 марта 2020                                     | Эфе Аджагба (12-0)                               | Барклайс-центр, Бруклин, Нью-Йорк, США               | TKO 9 (10), 2:46                                 | |                                                  |
| 23                                               | 17-6                                             | 20 октября 2019                                  | Тамаз Задишвили (4-13-1)                         | Fairmont Hotel, Монте-Карло, Монако                  | UD (6)                                           | Счёт: 59-55, 59-55, 58-56. |                                                  |
| 22                                               | 16-6                                             | 8 марта 2019                                     | Даниель Дюбуа (9-0)                              | Royal Albert Hall, Лондон, Великобритания            | KO 2 (10), 2:48                                  | Бой за вакантный титул чемпиона Европы по версии WBO в тяжёлом весе.                                                           |                                                  |
| 21                                               | 16-5                                             | 22 декабря 2018                                  | Нэйтен Горман (14-0)                             | Манчестер Арена, Манчестер, Великобритания           | UD (12)                                          | Счёт: 109-119, 109-119, 108-120. Бой за титул чемпиона по версии WBC International Silver (1-я защита Гормана) в тяжёлом весе. |                                                  |
| 20                                               | 16-4                                             | 28 июля 2018                                     | Луис Ортис (28-1-0-2)                            | Стэйплс-центр, Лос-Анджелес, Калифорния, США         | KO 2 (10), 2:08                                  | |                                                  |
| 19                                               | 16-3                                             | 6 мая 2017                                       | Джозеф Паркер (22-0)                             | Vodafone Events Centre, Манукау-Сити, Новая Зеландия | UD (12)                                          | Счёт: 110-117, 110-117, 108-119. Бой за титул чемпиона мира по версии WBO (1-я защита Паркера) в тяжёлом весе.                 |                                                  |
| 18                                               | 16-2                                             | 10 декабря 2016                                  | Жи Ю Ву (7-1)                                    | Ханчжоу, КНР                                         | KO 2 (10), 2:33                                  | Завоевал вакантный титул чемпиона Китайской зоны по версии WBO в тяжёлом весе.                                                 |                                                  |
| 17                                               | 15-2                                             | 1 октября 2016                                   | Кристиан Мартинес (0-3)                          | Агуаскальентес, штат Агуаскальентес, Мексика         | TKO 1 (6), 1:16                                  | |                                                  |
| 16                                               | 14-2                                             | 30 января 2016                                   | Гровер Янг (12-17-3)                             | Туника, Миссисипи, США                               | SD (6)                                           | |                                                  |
| 15                                               | 13-2                                             | 10 апреля 2015                                   | Донован Деннис (11-1)                            | Бетлехем, Пенсильвания, США                          | KO 2 (8), 0:59                                   | Полуфинал турнира ESPN’s Boxcino 2015.                                                                                         |                                                  |
| 14                                               | 13-1                                             | 20 февраля 2015                                  | Эд Фонтейн (10-0)                                | Верона, Нью-Йорк, США                                | UD (6)                                           | Счёт: 68-65, 67-66, 67-66. Четвертьфинал турнира ESPN’s Boxcino 2015.                                                          |                                                  |